# مارگارت فلندرز؛ همسر دوک برابانت
مارگارت فِلَندِرز (به انگلیسی: Margaret of Flanders؛ زادهٔ ۱۲۵۱ – درگذشتهٔ ۳ ژوئیهٔ ۱۲۸۵) همسر جان اول، دوک برابانت بود. وی، دختر گای دامپییر بود.
مارگارت در سال ۱۲۷۳ میلادی، با جان اول، دوک برابانت ازدواج کرد.